# Elipsógrafo

Construcción del jardinero de una elipse mediante una cuerda atada a unas estaquillas situadas en sus dos focos

Un elipsógrafo es un instrumento mecánico que permite trazar elipses con un movimiento continuo. Además de la herramienta muy simple que es la cuerda del jardinero, entre los elipsógrafos se distinguen los sistemas articulados planos llamados trameles y los sistemas tridimensionales como los compases perfectos. Muchos matemáticos han dado su nombre a un elipsógrafo que se vale de alguna propiedad particular de las elipses.
Como herramientas, algunos diseños como el mecanismo de Arquímedes permiten cortar o mecanizar elipses en madera u otros materiales laminados utilizando el instrumento apropiado, como una cuchilla o rebajadora unidos a la varilla. Por lo general, es posible ajustar las distancias que definen la elipse, de modo que se puede variar su tamaño y su forma.

## Sistemas articulados

### Elipsógrafo de Arquímedes

Elipsógrafo de Arquímedes en acción

Elipsógrafo de Arquímedes. Versión de Gastón Tissandier (1896)

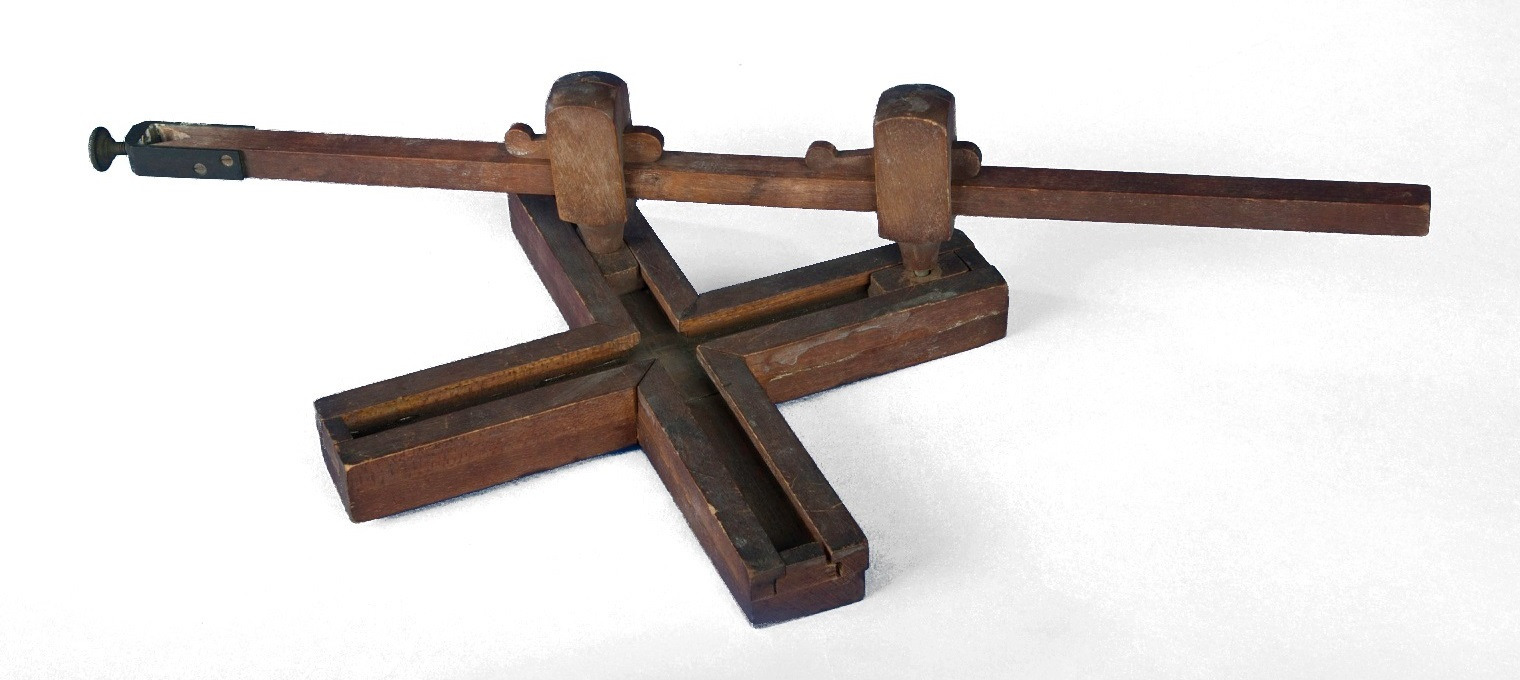
Elipsógrafo de madera (hacia 1900), conservado en los archivos de la Institución Smithsoniana

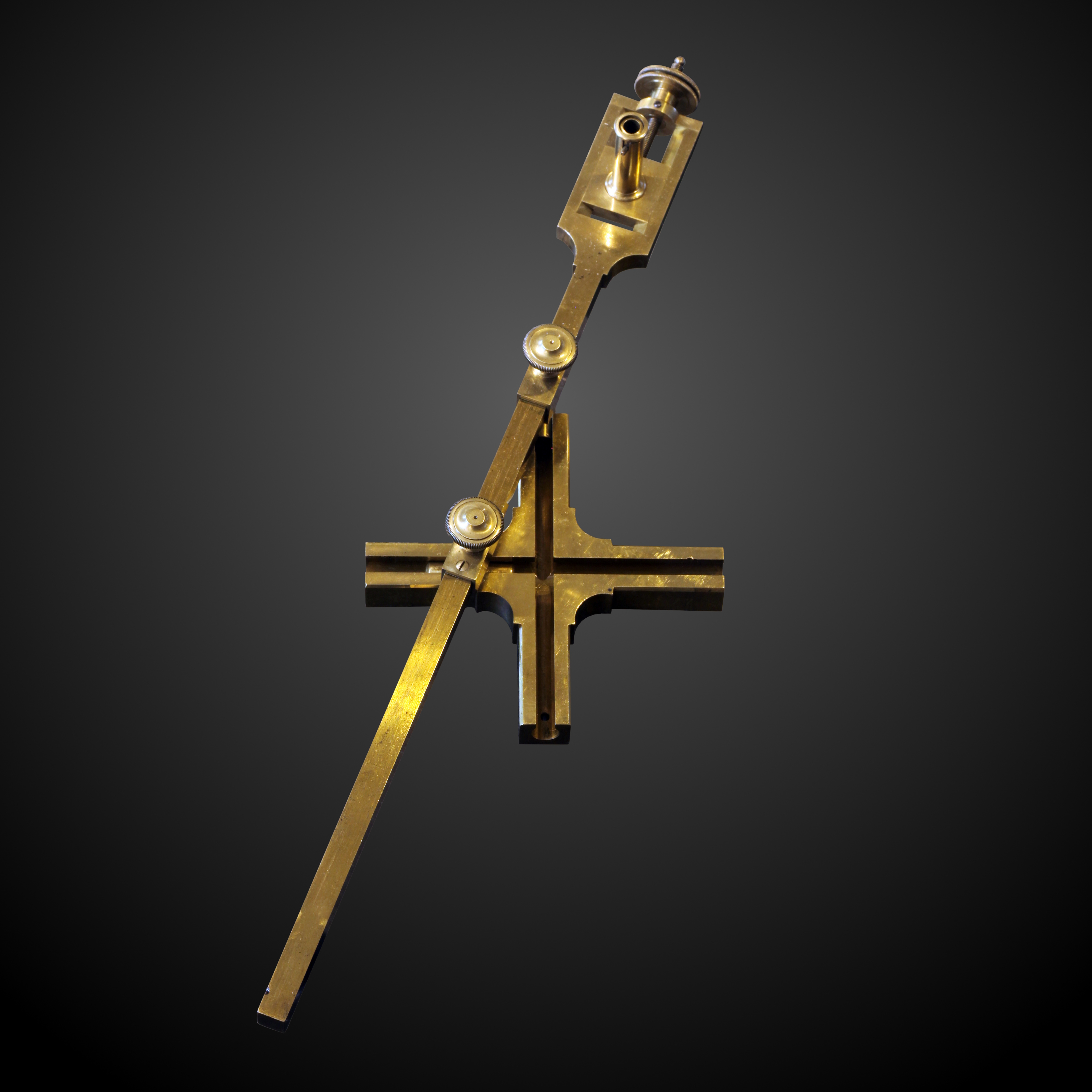
Elipsógrafo de bronce exhibido en el Museo de Historia de la Ciencia de la Ciudad de Ginebra

Según Dominique Raynaud, la atribución de este elipsógrafo a Arquímedes es infundada. En ocasiones se le atribuye a Proclo, porque este geómetra griego cita la propiedad utilizada en su comentario de Euclides. Su construcción por el Marqués de L'Hôpital está atestiguada en 1707: el Museo Galileo de Florencia posee un ejemplar datado en esta fecha.
Este elipsógrafo se basa en la siguiente propiedad: si se considera un segmento [AD] de longitud a y un punto C sobre el segmento [AD] tales que AC=b, el lugar geométrico de los puntos A cuando los puntos C y D se mueven respectivamente sobre dos rectas perpendiculares es una elipse de semiejes a y b.
En efecto, si se denomina θ al ángulo {\displaystyle ({\vec {i}},{\overrightarrow {CA}})}, las coordenadas (x,y) del punto A cumplen las condiciones:
{\displaystyle y=CA\sin(\theta )}
{\displaystyle x=DA\cos(\theta )}
que definen la ecuación parametrizada de una elipse.
Los ejes no tienen por qué ser perpendiculares para dibujar una elipse.
A medida que las lanzaderas se mueven de un lado a otro, cada una en su canal, todos los puntos de la barra se mueven en trayectorias elípticas. El movimiento de la barra se denomina movimiento elíptico. Los semiejes a y b de las elipses tienen longitudes iguales a las distancias desde el punto de la barra hasta cada uno de los dos pivotes.
Las rectas descritas por los pivotes son casos especiales de una elipse, en los que la longitud de un eje es el doble de la distancia entre los pivotes y la del otro es cero. Todos los puntos en un círculo con un diámetro definido por los dos pivotes se mueven alternativamente en tales líneas rectas. Este círculo corresponde al círculo más pequeño en un Acople Tusi.
El punto a mitad de camino entre los pivotes orbita en un círculo alrededor del punto donde se cruzan los canales. Este círculo es también un caso especial de elipse. Aquí los ejes son de igual longitud. El diámetro del círculo es igual a la distancia entre los pivotes. La dirección de viaje alrededor de la órbita es opuesta al sentido de rotación del mecanismo. Por lo tanto, si se usa una manivela centrada en el punto de cruce de los canales para impulsar la barra, la rotación de la muñequilla y la barra son iguales y opuestas, lo que en aplicaciones prácticas resulta en una fricción adicional. Esto se ve agravado por las altas fuerzas debidas al recorrido corto de la manivela de solo 1/4 del recorrido de los pivotes.
Es un ejemplo de un mecanismo de cuatro barras con dos deslizaderas y dos pivotes, un caso especial del mecanismo oblicuo más general. Como ya se ha indicado, los ejes que limitan los pivotes no tienen por qué ser perpendiculares y los puntos A, B y C pueden formar un triángulo, y el lugar geométrico resultante de C sigue siendo una elipse.
|                         |
| Mecanismo de Arquímedes |

|          |
| Diagrama |

| |
| Lugares geométricos de algunos puntos a lo largo y más allá de un mecanismo de Arquímedes. En verde, el círculo descrito por el punto medio – en el fichero SVG, mover el puntero sobre el diagrama para mover el mecanismo |

|                                             |
| Mecanismo de Arquímedes con tres lanzaderas |

Gastón Tissandier ideó una versión simple de tal elipsógrafo: todo lo que se necesita es un simple cuadrado y una regla en la que se ha practicado una ranura (B); la regla está equipada con una punta (A) y dos tornillos deslizantes (C y D). Se colocan los tornillos de manera que AC=b y AD=a, luego se gira la regla para que los tornillos queden siempre en contacto con los lados del cuadrado, y la punta con el trazador dibuja entonces la elipse de semiejes a y b, después de repetir la operación cuatro veces con la regla (una para cada arco).

Principio del círculo elipsográfico de Rohn

La realización práctica de elipses por este método tiene dos inconvenientes:
- El sistema de guiado de los puntos C y D genera imprecisiones que pueden conducir a un trazado inexacto.
- Este mismo sistema de guiado corre el riesgo de bloquear el dibujo de la elipse con el lápiz, forzar el dibujo de la elipse a trozos, o incluso impedir cualquier dibujo en el caso de elipses muy estrechas.

Círculo elipsográfico de Rohn (realización)

Por eso, sobre el mismo principio, se han construido elipsógrafos donde los puntos C y D se mantienen sobre los ejes indirectamente: los puntos en cuestión se convierten en los centros de círculos del mismo radio guiados por un marco externo. Uno de los círculos está limitado por los dos lados opuestos de un cuadrado, mientras que el otro círculo está limitado por los otros dos lados. El centro de uno de los círculos, por lo tanto, evoluciona sobre una mediana del cuadrado mientras que el otro evoluciona sobre la otra mediana. Los dos círculos comparten el mismo diámetro (estriado) y se fijan mediante tuercas para que la distancia entre los centros sea constante. Así, para dibujar una elipse con semiejes mayores a y b (inferior al medio lado del marco), basta con colocar el palpador a una distancia a del centro de uno de los círculos, y el segundo círculo se coloca fijado de tal manera que la distancia desde su centro hasta el trazador sea igual a b.
Sobre este modelo se construyen el elipsógrafo de Farey, el Ellipsenzirkel de Karl Rohn y el elipsógrafo HAFF.
Otra técnica para fijar la posición de los puntos en los ejes del marco consiste en utilizar el acople Tusi (o par de al-Tusi) haciendo rodar un círculo de radio R dentro de un círculo de radio 2R. Entonces, cualquier punto vinculado al círculo pequeño describe una elipse. Uno de esos modelos está en exhibición en Museo de la Ciencia de Múnich.
|                      |
| Principio de La Hire |

|                                |
| Elipsógrafo - Deutsches Museum |

### Elipsógrafos de van Schooten
Frans van Schooten, matemático holandés del siglo XVII, dedicó un libro entero a la construcción de secciones cónicas, De Organica Conicarum Sectionum (1646). Retomó el principio expuesto por Proclo para generalizarlo a cualquier punto de la recta y propuso un sistema articulado. También ideó otros dos mecanismos en forma de antiparalelogramo y rombo.

#### Versión del mecanismo de Arquímedes

Principio del elipsógrafo de Van Schooten

El principio completa al de Arquímedes: si se considera un segmento [AB] de longitud a+b y un punto M sobre el segmento [AB] tal que AM=b, el lugar geométrico de los puntos M cuando los puntos A y B se mueven respectivamente sobre dos rectas perpendiculares es una elipse de semiejes a y b.
En efecto, si el punto M tiene coordenadas (x,y), el teorema de Pitágoras asegura que
{\displaystyle OA^{2}+OB^{2}=AB^{2}}
es decir
{\displaystyle {\frac {OA^{2}}{AB^{2}}}+{\frac {OB^{2}}{AB^{2}}}=1}
Sin embargo, según el teorema de Thales,
{\displaystyle {\frac {OA}{AB}}={\frac {x}{a}}}
{\displaystyle {\frac {OB}{AB}}={\frac {y}{b}}}
Entonces
{\displaystyle {\frac {x^{2}}{a^{2}}}+{\frac {y^{2}}{b^{2}}}=1}
Es la ecuación característica de la elipse de centro O y semiejes a y b. Esto asegura que el punto M está en efecto en esta elipse.
Por el contrario, si M es un punto de la elipse, si se denomina B al punto situado sobre el eje de ordenadas, en el mismo cuadrante que M, y tal que BM=a, y si A es el punto de intersección de (BM) y el eje de abscisas, se demuestra fácilmente, por un razonamiento análogo al anterior, que MA=b
El elipsógrafo de Van Schooten simplifica el proceso al considerar un sistema articulado OIA en el que
{\displaystyle OI=IA={\frac {a+b}{2}}}
El punto O es fijo, el punto A se mueve en línea recta y arrastra a los puntos I y M.

#### Elipsógrafo con un antiparalelogramo

Principio del elipsógrafo con un antiparalelogramo

Elipsógrafo con un antiparalelogramo (animación)

Este elipsógrafo, el segundo presentado por van Schooten, utiliza un polígono articulado, un antiparalelogramo que consiste en un cuadrilátero con dos de sus lados opuestos cruzados F1ABF2, y cuyos lados son iguales dos a dos. Para dibujar la elipse de eje mayor 2a y cuya distancia entre los focos es 2c, basta tomar
{\displaystyle F_{1}F_{2}=AB=2c}
{\displaystyle F_{1}A=F_{2}B=2a}
Los vértices F1 y F2 están fijos en los focos de la elipse. Cuando la rama F1A gira alrededor de F1, la rama BF2 gira alrededor de F2 y el antiparalelogramo se deforma. El punto de intersección M de las dos ramas atraviesa entonces la elipse buscada. De hecho, las propiedades de simetría del antiparalelogramo aseguran que
{\displaystyle MF_{2}=MA}
y que
{\displaystyle F_{1}M+MA=F_{1}A=2a}
Entonces
{\displaystyle F_{1}M+MF_{2}=2a}
Esta es la definición bifocale de la elipse, también utilizada en el método del jardinero.

#### Elipsógrafo con un círculo directriz

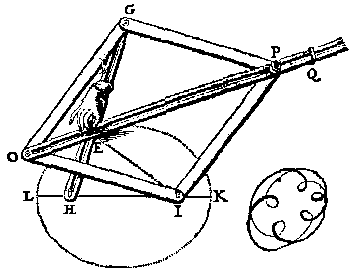
Elipsógrafo de van Schooten (1646)

Principio del elipsógrafo con un círculo directriz

Este elipsógrafo utiliza un rombo articulado de cualquier tamaño ABCF2, equipado con una varilla deslizante [AC) y una barra F1B de longitud 2a. Los puntos F1 y F2 están fijos en los focos de la elipse que se quiere trazar y la barra F1B que pivota alrededor de F1 arrastra al rombo que se deforma. Las barras F1B y AC se encuentran en M, que describe la elipse con focos F1 y F2 y eje mayor 2a.
En efecto, este mecanismo permite determinar, para cada posición de B sobre la circunferencia directriz de la elipse, el centro de la circunferencia que pasa por F2 y es tangente a la circunferencia directriz en B: este centro está situado en la bisectriz perpendicular de [BF2] que resulta ser la diagonal (AC), y sobre el segmento F1B. El centro de este círculo es efectivamente el punto M. Sin embargo, se sabe que el conjunto de estos centros dibuja la elipse deseada (véase construcción de la elipse mediante un círculo directriz).
Esta herramienta también permite especificar en cada punto la posición de la tangente a la elipse materializada aquí por la línea recta (AC). De hecho, la propiedad de reflexividad de la elipse asegura que la tangente es la bisectriz exterior del ángulo F1MF2. En consecuencia, la recta (AC), eje de simetría del rombo, es la bisectriz del ángulo BMF2, y por lo tanto, la bisectriz exterior del ángulo F1MF2.
Van Schooten demuestra cómo se puede utilizar este instrumento para dibujar elipses, pero también para trazar hipérbolas y parábolas.

### Elipsógrafo de Delaunay

Principio del elipsógrafo de Delaunay

El elipsógrafo de Delaunay, descrito por Nikolái Delaunay en 1895, utiliza un sistema articulado que permite construir la imagen de una figura por una afinidád, o bien, lo que es equivalente, la imagen de una figura por proyección de un plano en otro plano.
En la figura opuesta, los puntos A y B se deslizan hacia la derecha (d). Los brazos MA y MB tienen la misma longitud y CMDM' es un diamante articulado. El punto M' es entonces la imagen del punto M en la afinidad ortogonal del eje (d) y con relación {\displaystyle -{\frac {AM-2AC}{AM}}}
En efecto, la recta (MM') corta ortogonalmente al eje (d) en H y la presencia de triángulos semejantes permite establecer la siguiente igualdad de razones:
{\displaystyle {\frac {MH}{MA}}={\frac {M'H}{MA-2AC}}}
o también
{\displaystyle {\frac {M'H}{MH}}={\frac {MA-2AC}{MA}}}
La elipse con semiejes a y b, siendo la imagen de un círculo de radio a por una afinidad de razón b/a, puede ser construida por el elipsógrafo siempre que {\displaystyle {\frac {MA-2AC}{MA}}={\frac {b}{a}}}: cuando el punto M pasa por el círculo de radio a, su imagen M' atraviesa la elipse buscada.

### Elipsógrafo de Kopp

Principio del elipsógrafo de Kopp (1993)

Este elipsógrafo, patentado por Franz Otto Kopp en 1993, permite dibujar pero también recortar elipses. Consta de dos ruedas dentadas del mismo radio y un pantógrafo. Dos de los puntos del pantógrafo (A y B) están fijados en las ruedas dentadas, en puntos ligeramente excéntricos. El tercer punto (M) dibuja entonces una elipse cuando una de las ruedas dentadas gira, impulsando a su vecina.
La demostración matemática de esta propiedad se puede hacer fácilmente usando la representación paramétrica compleja de la elipse. En el sistema de coordenadas con centro C y eje (d)=(CCb), los afijos de los puntos A y B se pueden expresar mediante el ángulo θ, las distancias {\displaystyle C_{b}B=r_{b}} y {\displaystyle C_{a}A=r_{a}}, el radio r de las dos ruedas y el desfase α entre las dos ruedas
{\displaystyle z_{B}=r+r_{b}\mathrm {e} ^{\mathrm {i} \theta }}
{\displaystyle z_{A}=-r+r_{a}\mathrm {e} ^{\mathrm {i} (\alpha -\theta )}}
Según el principio del pantógrafo, existe una constante k tal que AM=kAB, por lo que el afijo de M viene determinado por
{\displaystyle z_{M}=kz_{B}+(1-k)z_{A}=(2k-1)r+kr_{b}\mathrm {e} ^{\mathrm {i} \theta }+(1-k)r_{a}\mathrm {e} ^{\alpha -\mathrm {i} \theta }}
Si ahora se sitúa el puntero en el marco de referencia de centro O con el afijo (2k-1)r (es la imagen del centro Cb en la prolongación del centro Ca y relación k) y del eje (d') formando con (d) un ángulo de α/2, el punto M tiene por afijo
{\displaystyle z'_{M}=kr_{b}\mathrm {e} ^{\mathrm {i} (\theta -\alpha /2)}+(1-k)r_{a}\mathrm {e} ^{\mathrm {i} (\alpha /2-\theta )}}
que es la ecuación paramétrica de la elipse de centro O, eje (d') y semiejes
{\displaystyle a=kr_{b}+(k-1)r_{a}}
{\displaystyle b=|kr_{b}-(k-1)r_{a}|}
Para dibujar la elipse de semiejes a y b basta con colocar A y B de manera que
{\displaystyle r_{b}={\frac {a+b}{2k}}}
{\displaystyle r_{a}={\frac {a-b}{2(k-1)}}}

### Elipsógrafos multifuncionales
|  | Elipsógrafo de Darboux Breguet: AD=DP=a; PC=CE=ka; CB=a/k; AB=BE=a/k-ka; AH=HE=a-k²a. Cuando A y B están fijos, P describe un segmento y M una elipse. Cuando D y P están fijos, N describe una porción del caracol de Pascal |

Los matemáticos también han buscado instrumentos que puedan dibujar otras curvas además de las elipses. Así, en 1818, el mecánico Joseph Clement recibió la medalla de oro de la Royal Society of Arts por la construcción de un aparato que no solo construía elipses mediante un mecanismo análogo al de Arquímedes o Van Schooten, sino que también generaba círculos, paralelas y espirales; y además los recortaba para obtener secciones regulares.
En el caso de los polígonos articulados, se buscaba disminuir el número de ramas y aumentar el número de funcionalidades. Sobre este tema se puede citar el elipsógrafo descrito en 1879 por Jean Gaston Darboux y construido por Breguet, inspirado en el trazador ideado por Harry Hart. Se trata de un pentágono articulado restringido para dibujar perpendiculares, elipses y caracoles de Pascal.

### Elipse que pasa por 5 puntos
Cinco puntos son suficientes para determinar una cónica. La aplicación del teorema de Pascal proporciona un método para construir la cónica en cuestión. Establece que, para cualquier hexágono cuyos vértices estén sobre la cónica, los puntos de intersección de lados opuestos están alineados:
- Los 5 puntos conocidos de la cónica permiten construir una trayectoria poligonal formada por los segmentos a1, a2, a3, a4;
- Las líneas rectas que incluyen a a1 y a4 se cruzan en I;
- Un 6° punto M de la cónica permitiría continuar la poligonal por el segmento a5 que debe encontrarse con a2 en un punto J que se elige arbitrariamente sobre la recta que incluye a a2;
- El segmento a6 que cierra la poligonal debe encontrarse con a3 en un punto K alineado con I y J. El punto K está por tanto en la intersección de (IJ) y la recta que incluye a a3;
- El punto M correspondiente a J está en el punto de encuentro de las líneas rectas A1K y A5J.

Este principio se puede materializar en un sistema articulado formado por 2 brazos fijos y 3 brazos deslizantes y pivotantes:
- Se colocan ventosas en los 5 puntos de la cónica ya presentes, así como en el punto I;
- Los dos brazos fijos siguen los segmentos a2 y a3;
- Dos de los brazos móviles se encuentran en J, punto móvil del brazo fijo que incluye a a2, uno de los brazos pasa por I y el otro por A5;
- El brazo que pasa por I se encuentra con el brazo fijo que incluye a a3 en K;
- Se coloca un sistema deslizante en K y en su interior se inserta un brazo que pivotará alrededor de A1;
- Los brazos que pasan por A1 y A5 se encuentran en M donde se coloca un trazador que atravesará la elipse.

Se encuentra un sistema análogo en el caso de que entre los cinco puntos que definen la elipse haya dos puntos dobles, como en un modelo desarrollado por Friedrich Schilling, expuesto en la colección de modelos e instrumentos matemáticos de la Universidad de Gotinga.

## Compás cónico

Compás con la cónica PSC y representación de la elipse trazada por el punto C

También se puede dibujar una elipse usando un compás cónico, cuyo brazo SP que comprende la punta seca P es de longitud constante d, el segundo brazo SC es de longitud variable y está diseñado para que la punta C permanezca siempre en contacto con el plano trazador. El eje SP mantiene una dirección constante: está en el plano perpendicular al plano del dibujo y que contiene el eje focal de la elipse y mantiene un ángulo α constante con el eje focal. Las dos ramas conservan un espacio fijo denominado β. Cuando la rama SC gira alrededor del eje SP, la punta C dibuja en el plano de trazado una elipse que representa la intersección del cono de eje SP y ángulo β con el plano de trazado.
Es relativamente sencillo determinar las características de la elipse trazada en función de d y de los ángulos α y β. Los focos son geométricamente construibles gracias a las esferas de Dandelin. En cambio, es más complejo utilizar el compás cónico para dibujar una elipse cuyas características son fijas. Se pueden determinar los ángulos α y β del compás según la longitud d del brazo SP, del semieje a y del parámetro p (medio latus rectum) de la elipse.
{\displaystyle \sin ^{2}(\alpha )={\frac {p}{2d^{2}a}}\left[{\sqrt {(d^{2}-ap)^{2}+4a^{2}d^{2}}}+d^{2}-ap\right]}
{\displaystyle \sin ^{2}(\beta )={\frac {p}{2d^{2}(a-p)}}\left[{\sqrt {(d^{2}-ap)^{2}+4a^{2}d^{2}}}-d^{2}-ap\right]}
El punto P debe entonces colocarse a una distancia del centro O de la elipse que satisfaga
{\displaystyle OP=a{\frac {\tan(\beta )}{\tan(\alpha )}}}
Los primeros compases cónicos, llamados compases perfectos, fueron estudiados a partir del siglo X por los matemáticos de lengua árabe Abū Sahl al-Qūhī, Al-Sijzi (primera construcción probada), Alhacén y Al-Biruni entre otros.
También les preocupaba encontrar cómo colocar la rama SP del compás para dibujar una elipse dada y definir esta posición utilizando dos restricciones relativas a los puntos de intersección de la perpendicular a SP que pasa por S con el eje (punto X) y con el plano medio del eje focal (punto Y): los vértices principales de la elipse C y C' y los puntos S e Y deben ser cocíclicos y la relación XS/XY debe ser igual a p/a.
Los primeros compases cónicos aparecieron en Europa durante el Renacimiento de la mano de Alberto Durero y Leonardo da Vinci, cuando se desarrolló el dibujo en perspectiva. La búsqueda de la paternidad de este hallazgo se complica por la multiplicidad de versiones y la dificultad para determinar su filiación. Sin embargo, parece que uno de los precursores en el uso de tal herramienta es el matemático, arquitecto y orfebre Lorenzo della Volpaia (1446-1512). ¿Es un descubrimiento independiente, o fruto de la traducción de los textos de los matemáticos de lengua árabe, particularmente en relación con los astrolabios? Los historiadores están divididos sobre esta cuestión. Las mismas dudas surgen en cuanto a su uso: no se sabe si el dibujo se basó en sólidas fórmulas matemáticas o en una construcción geométrica rigurosa, o si su uso se hizo empíricamente mediante ajustes sucesivos (enderezar el compás o acercar el punto P al vértice principal reduce la excentricidad, y abriendo el compás se aumenta la elipse).
El interés del compás frente al sistema articulado es que permite trazar elipses cuyos parámetros pueden variar continuamente.

## El mecanismo de Arquímedes como juguete

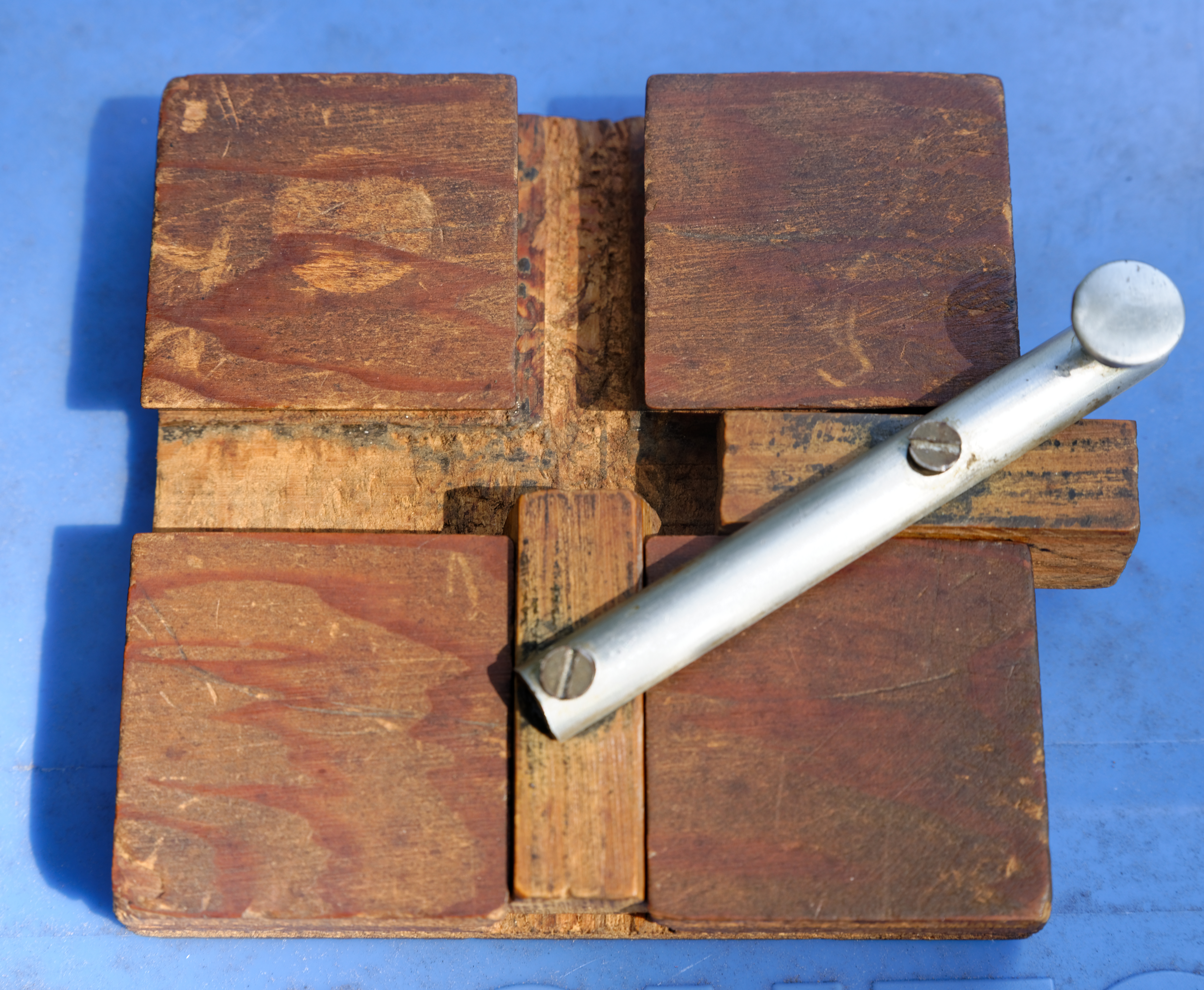
Bullshit Grinder (hacia 1960)

El mecanismo de Arquímedes (conocido como trammel en inglés, palabra que hace referencia a la ligadura existente entre la barra deslizante y las dos acanaladuras), es un tipo de mecanismo que genera la forma de una elipse. Consiste en dos lanzaderas que están confinadas en dos canales o rieles perpendiculares entre sí, y en una varilla que está unida a las lanzaderas mediante pivotes en posiciones fijas en la varilla.
Las versiones de madera del mecanismo de Arquímedes también se han producido como juguetes, y se venden con el nombre de Kentucky do-nothings, nothing grinders, nothing machines, smoke grinders, o bullshit grinders. En estos juguetes, el instrumento de dibujo se reemplaza por el mango de una manivela y la posición de las lanzaderas deslizantes con respecto a la varilla suele ser fija.
Así mismo, se han reeditado versiones modernas del mecanismo en juguetes de construcción como el Lego.